# Ranunculus hevellus
Ranunculus hevellus är en ranunkelväxtart som beskrevs av Hülsen och Otto Karl Anton Schwarz. Ranunculus hevellus ingår i släktet ranunkler, och familjen ranunkelväxter. Inga underarter finns listade i Catalogue of Life.